# Alba, Botoșani
Alba este un sat în comuna Hudești din județul Botoșani, Moldova, România.

Alba pe harta toponimică a Hudeștiului

## Galerie de imagini

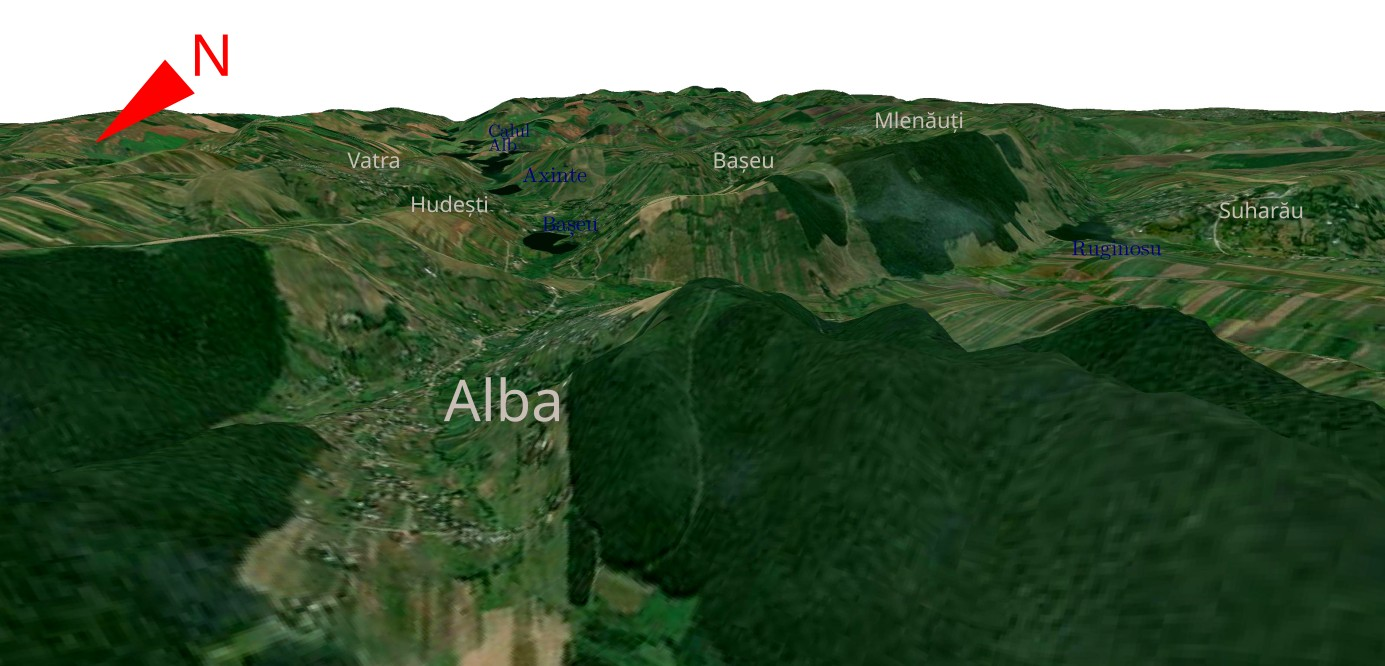
Harta 3D - Alba, Hudești